# Țurcană (ovine)

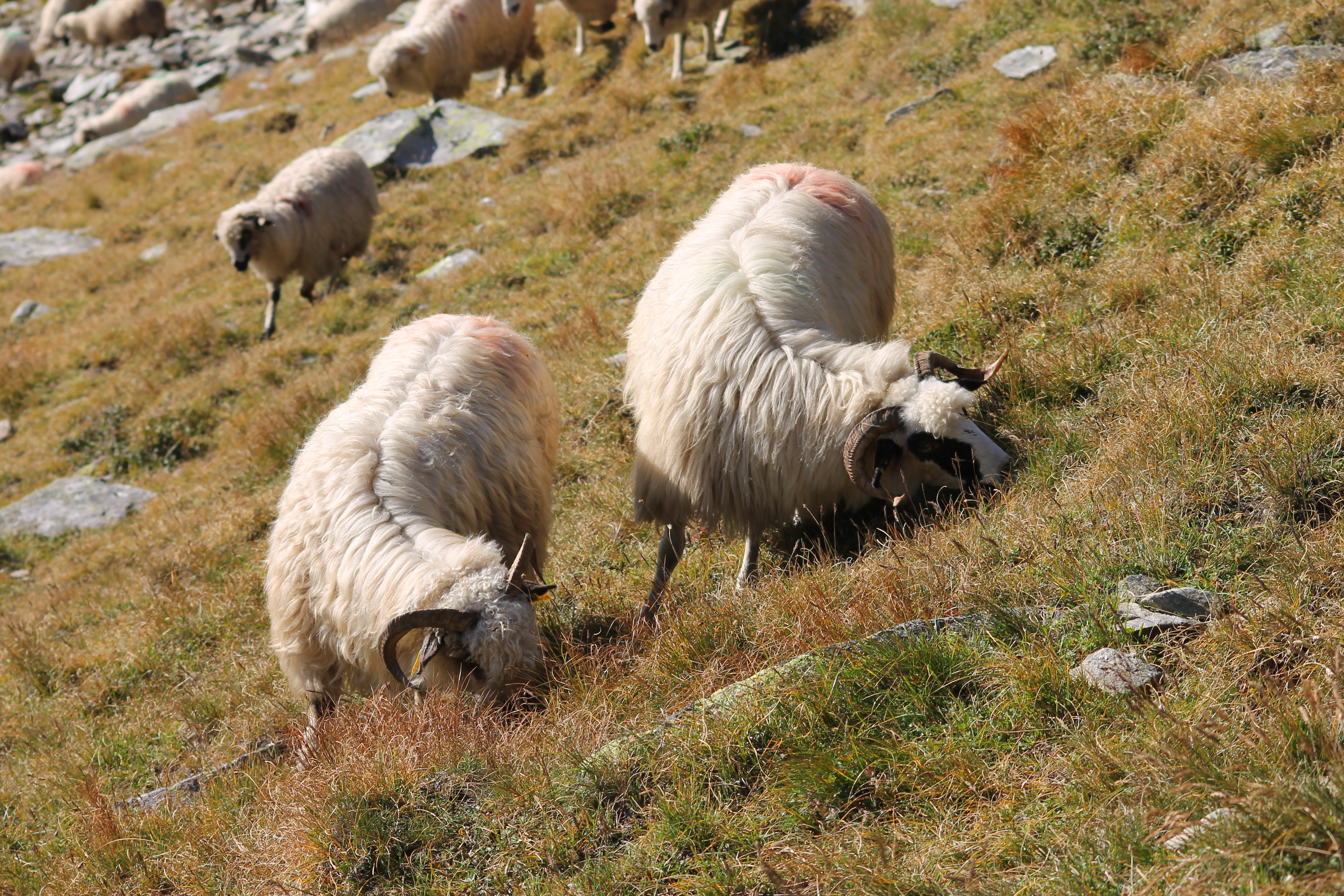
Oi țurcane în Munții Făgăraș.

Rasa țurcană este una din cele mai vechi rase de oi din România. Este recunoscută pentru rezistența la boli, costurile mici cu hrana, carnea de calitate superioară si adaptabilitatea la condițiile climatice. În 2017 ponderea oilor țurcane în șeptelul din România ajungea la 80%, cu circa 8,5 milioane ovine.

## Caracteristici
Există mai multe tipuri de oi țurcane: oi țurcane albe (bele), oi bucălăi, oi oacheșe, oi brezate și oi mărcușe. Oile au o constituție robustă și o pronunțată mobilitate. În iernile blânde pot fi hrănite doar pe pășune. Berbecii prezintă coarne bine dezvoltate, iar oile fie nu le au deloc, fie numai două semicercuri cu vârfurile orientate înainte și în jos.

## Utilizare
Această rasă oferă o producție mixtă, de carne, lapte și lână. Femelele pot ajunge la greutatea de 35-55 kg, iar masculii la aproape 80 kg. Deși cantitatea de carne este mică în raport cu greutatea corpului, carnea țurcanelor este foarte apreciată în țările arabe.
Oile țurcane dau până la 140-160 l de lapte pe sezon, perioada de lactație durând 150-200 de zile. Producția de lapte variază mult individual. În zona montană sunt mai productive decât oile țigăi.
Lâna aspră, sub forma de șuvițe ascuțite cu lungime medie de 20-21 cm, este de calitate inferioară. Un animal oferă anual 2-3,5 kg de lână, care este folosită pentru țesutul covoarelor. În Moldova această rasă este crescută și pentru blană de miel tânăr.